# Noas ark (film)
Noas ark (Originaltitel på portugisisk: Arca de Noé) er en brasiliansk/indisk tegnefilm fra 2024, der er skrevet og instrueret af Sérgio Machado med Alos di Leo som med-instruktør. De optrædende dyr i filmen synger undervejs en række sange, der er inspireret af den brasilianske digter Vinicius de Moraes.
Filmmagasinet Ekko gav filmen tre stjerner ud af seks mulige.

## Danske stemmer
- Simon Stenspil
- Jesper Hagelskær Paasch
- Mikkel Hoé Knudsen
- Annelie Karui Saemala
- Natascha Jessen
- Benjamin Hasselflug
- Cecilie Stenspil
- Jasmin Gabay
- Torben Zeller
- Freja Falkenberg
- Pelle Emil Hebsgaard
- Mads Knarreborg

## Handling
Filmen er en tegnefilm, der bygger på den bibelske historie om Noas ark. Hovedpersonerne er er de to mus Vini og Tom. Den ene er en karismatisk digter, der har en forfærdelig sceneskræk, og den anden er en talentfuld og charmerende guitarist. Da Syndfloden kommer, sniger de sig om bord på Noas ark, hvor de bidrager til at undgå en strid mellem skibets rovdyr og planteædere.

## Modtagelse
Filmmagasinet Ekko gav filmen tre stjerner ud af seks og skrev, at historien var en rodet omgang, som mest skulle nydes for humoren og de brasilianske rytmer.